# Maimacterione
Maimacterione o Maimatterione (in greco antico: Μαιμακτηριών?, Maimakteriòn) era il nome del quinto mese del calendario attico nell'antica Grecia.

## Caratteristiche
Maimacterione andava dalla seconda metà di novembre alla prima metà di dicembre circa, ed era compreso fra i mesi di Boedromione e di Posideone. 